# Масетерични мишић
Масетерични мишић (лат. musculus masseter) је парни мишић главе, који се протеже од јабучног лука до спољашње стране доње вилице. То је четвртаст, дебео и снажан мишић, кога сачињавају два дела: површински (лат. pars superficialis) и дубоки (лат. pars profunda).
Површински део се припаја на доњој ивици темпоралног наставка јабучне кости, одакле се пружа наниже и причвршћује на грани и виличном углу мандибуле. Подручје припоја на доњој вилици је лако уочљиво због присутних неравнина, гребена и канала у које улазе тетиве и мишићна влакна. Он носи назив масетерично испупчење (лат. tuberositas masseterica). За разлику од површинског дела, чија су влакна усмерена косо наниже и уназад, дубоки део мишића је усправан. Он се припаја на читавој доњој ивици јабучног лука и на доњој вилици изнад припоја површинских влакана.
У оживчавању учествује масетерични живац, грана доњовиличног живца. Основна функција мишића се огледа у подизању доње вилице, када се истовремено контрахују и десни и леви мишић. Осим тога, он учествује у пропулзији (померању вилице унапред), екстремним латералним кретањима мандибуле и сл. Одликује га развијање снажних сила у пределу кутњака, током акта жвакања. Дубоки сноп масетеричног мишића је повезан са површинским влакнима слепоочног мишића, па се они често означавају термином зигоматико-мандибуларни мишић који учествује у враћању доње вилице (ретракцији) из њеног пропулзионог положаја.
При извесним обољењима (као нпр. у случају тетануса) може доћи до трајног грча овог мишића, што је познато као тризмус.